# الفوردزویل (ایندیانا)
الفوردزویل، ایندیانا (به انگلیسی: Alfordsville, Indiana) یک منطقهٔ مسکونی در ایالات متحده آمریکا است که در ایندیانا واقع شده‌است.

## خصوصیات
الفوردزویل ۰٫۱۸ کیلومترمربع مساحت و ۱۰۱ نفر جمعیت دارد و ۱۵۶ متر بالاتر از سطح دریا واقع شده‌است.